# Chapelle Saint-Sulpice d'Aineffe
 (mai 2020).
Pour les articles homonymes, voir Église Saint-Sulpice.
La chapelle Saint-Sulpice est un édifice religieux catholique sis à la rue Grimont, à Aineffe (commune de Faimes) dans la province de Liège, en Belgique. Remontant au XIe siècle pour ses parties les plus anciennes (clocher-tour et fondations), la chapelle est classée au patrimoine de Wallonie depuis 1933.  

## Histoire
La chapelle (parfois dite « oratoire ») daterait du XIe siècle. Un document de 1034 fait état d’un lieu de culte appartenant à l’abbaye Saint-Laurent de Liège. Son imposante tour carrée et trapue, à trois niveaux intérieurs témoigne d’un solide style roman. Sans fenêtre ni orifice extérieur, elle était probablement à l'origine une tour de défense adaptée en clocher.
La nef actuelle est de construction récente. Érigée sur des soubassements beaucoup plus anciens, elle date du XVIIIe siècle (vers 1744). Deux pierres funéraires des familles Le Beaux et Grimont sont apposées sur un mur latéral intérieur. Dans le sanctuaire se trouvent des traces d’art lombard. Lieu de culte de la communauté catholique locale, la chapelle dépendait de la paroisse de Borlez. Elle est cependant entourée de son cimetière.
La chapelle Saint-Sulpice a été classée au patrimoine immobilier de Wallonie en 1933. Les offices religieux, encore réguliers tout au long du XXe siècle, y furent suspendus étant donné l’état de l’édifice. En 1997 le conseil communal de Faimes (dont dépend le village d’Aineffe) s’est engagé à restaurer la chapelle. C’est au cours des premiers travaux de restauration, en octobre 1997, que fut découverte une intéressante fresque murale sur le mur du sanctuaire.  

## Patrimoine
- Le mobilier liturgique comprenait des statues en bois sculpté (dont un groupe familial des trois: sainte Anne, la Vierge-Marie et l’Enfant Jésus)  dont certaines dataient du XIVe siècle. À la suite de vols, les œuvres d’art ont été transférées au Musée d’Art Mosan et d’Art Religieux de Liège.
- Une fresque murale illustrant la fuite en Égypte datant du début du XVIe siècle fut découverte sur le mur latéral du sanctuaire lors de travaux de rénovation en octobre 1997.